# Clepsicosma
Clepsicosma és un gènere monotípic d'arnes de la família Crambidae. Aquest gènere conté només una espècie, Clepsicosma iridia, que és endèmica de Nova Zelanda. L'espècie va ser descrita per Edward Meyrick el 1888. L'envergadura és d'uns 25 mm.